# Maribel Aguilera Cháirez
Maribel Aguilera Cháirez (Guadalupe Victoria, Durango, 20 de diciembre de 1977) es una política mexicana, miembro del partido Movimiento Regeneración Nacional (Morena). Ha sido diputada en el Congreso del Estado de Durango y es diputada federal para el periodo de 2018 a 2021. El 6 de junio de 2021 ganó por Morena la reelección convirtiéndose así en la primera diputada federal reelecta en el estado de Durango.

## Reseña biográfica
Maribel Aguilera Cháirez es licenciada en Derecho egresada de la Universidad Juárez del Estado de Durango y tiene estudios de posgrado en Políticas Públicas. 
Inicialmente miembro del Partido Revolucionario Institucional, partido del que fue delegada en Durango y con el que ocupó cargos como promotora de Asistencia Social de la Secretaría de Desarrollo Social de Durango y directora del Instituto de la Mujer Duranguense ambas nombrada por el gobernador Ismael Hernández Deras, renunció a la titularidad del Instituto de las Mujeres el 10 de abril de 2007 para ser candidata del PRI a diputada local.
Fue electa diputada a la LXIV Legislatura del Congreso del Estado de Durango por el distrito 17, en el que fue criticada por llegar a la candidatura por su cercanía con el gobernador Hernández Deras; y de 2009 a 2012 fue diputada federal suplente del titular Óscar García Barrón, sin que hubiera ejercido la diputación. 
En 2018 renunció a su militancia en el PRI y se unió a Morena, que la postuló candidata a diputada federal por la coalición Juntos Haremos Historia en representación del Distrito 3 de Durango. Resultó elegida a la LXIV Legislatura que culminará en 2021, y en la que es secretaria de la comisión de Desarrollo y Conservación Rural, Agrícola y Autosuficiencia Alimentaria; e integrante de las comisiones de Asuntos Migratorios; y de Economía, Comercio y Competitividad. El 6 de junio de 2021 ganó la reelección convirtiéndose así en la primera mujer diputada federal reelecta en Durango.